# 飞虹路 (上海)
飞虹路是中華人民共和國上海市一條橫跨虹口區和杨浦区的一條西南-東北走向道路。道路西南起自临平路和公平路，东至许昌路，全长1871米，道路原址為一條河流，中華民国20年(1931年)，河流被填埋，當局在原址修建道路，因道路穿越虹镇，所以道路命名為飞虹路。